# Художественный образ
Художественный образ — всеобщая категория художественного творчества, форма истолкования и освоения мира с позиции определённого идеала путём создания эстетически воздействующих объектов. Базовое понятие в теории искусства, где оно определяется как создание и восприятие художественных образов — особой формы отражения действительности. Художественным образом также называют любое явление, творчески воссозданное в художественном произведении. Отсюда двойственность понятия «образ»: как мыслительной модели действительности и как её восприятия и воплощения в материальной форме. Эта двойственность разрешается введением дополнительных понятий: прообраз, изображение, образное представление, образное мышление в художественных формах. Прообразы всех вещей существуют идеально, но они мыслятся, представляются.
Для дальнейшей дефиниции необходимо размежевать понятия эстетической и художественной деятельности. Первая не создаёт художественных образов, а только гармонизирует существующие в действительности объекты и их мыслительные модели; с помощью второй — человек «удваивает себя в образной модели» и в материале того или иного вида искусства. Образное мышление «побуждает удвоить переживаемый объект так, чтобы в нём был запечатлён сам художник». В эстетическом сознании — ощущении и переживании красоты — человек как бы растворяется, обезличивается в переживаемом предмете; в художественном — активно вторгается в действительность. В художественном образе такая деятельность обретает конкретную форму посредством трёх основных принципов:
- воплощение общего в единичном («в капле воды художник видит море»);
- выражение объективного в субъективном;
- соединение чувственного и рационального[3].

В то же время смысл художественного образа раскрывается лишь в определённой коммуникативной ситуации, и конечный результат такой коммуникации зависит от личности, целей и даже настроения столкнувшегося с ним человека, а также от конкретной культуры, к которой он принадлежит. Поэтому нередко по прошествии одного или двух веков с момента создания произведения искусства оно воспринимается совсем не так, как воспринимали его современники и даже сам автор.
В «Поэтике» Аристотеля образ-троп возникает как неточное преувеличенное, преуменьшенное или изменённое, преломлённое отражение подлинника природы. В эстетике романтизма подобие и сходство уступают место творческому, субъективному, преображающему началу. В этом смысле бесподобный, ни на кого не похожий — значит прекрасный. Таково же понимание образа в эстетике авангарда, предпочитающей гиперболу, сдвиг (термин Б. Лившица). В эстетике сюрреализма «реальность, умноженная на семь, — правда». В новейшей поэзии появилось понятие «метаметафора» (термин К. Кедрова). Это образ запредельной реальности за порогом световых скоростей, где замолкает наука и начинает говорить искусство. Метаметафора вплотную смыкается с «обратной перспективой» философа Павла Флоренского и «универсальным модулем» художника Павла Челищева. Речь идёт о расширении пределов человеческого слуха и зрения далеко за физические и физиологические барьеры.